# Harry Garside
Harry Garside (Melbourne, 22 de julho de 1997) é um boxeador australiano, medalhista olímpico.

## Carreira
Garside conquistou a medalha de bronze nos Jogos Olímpicos de Verão de 2020 em Tóquio, após confronto na semifinal contra o cubano Andy Cruz na categoria peso leve. Em 2015, Garside venceu seu primeiro de seis campeonatos nacionais australianos. Em 2018 ele competiu nos Gold Coast Commonwealth Games, onde conquistou a medalha de ouro na divisão masculina de 60kg.